# Zwart draadwatje
Het zwart draadwatje (Trichia botrytis) is een slijmzwam uit de familie Trichiidae. Het leeft saprotroof op dood hout in naaldbos en gemengd bos.

## Kenmerken
Sporangia
De sporangia staan vrij of in groepen. De kleur is geelachtig olijf, roodachtig bruin, bruin of paars, vaak areolaat met lichtere lijnen van dehiscentie. Het peridium bestaat uit twee lagen. De buitenste geladen bestaat uit korrelig materiaal en loopt door in de stengel. De binnenste laag is vliezig, doorschijnend en omsluit de sporen.
Peridium
Het peridium bestaat uit twee lagen. De buitenste laag is korrelig en de binneste laag is vliezig, doorschijnend en omsluit de sporen.
Steel
De steel is cilindrisch rood of paarsbruin, binnenin bestaand uit sponsachtig weefsel dat afvalmateriaal omsluit. 
Elateren
De geelbruine elateren zijn dun, soms vertakt. Ze lopen  geleidelijk taps toe tot lange slanke punten die glad zijn aan de uiteinden. Ze zijn bekleed met 3 tot 5 afgeplatte, of prominente slappe en vaak ruige, spiralen.
Sporen
De sporen zijn fijnstekelig en meten 9 tot 11 µm diameter.

## Verspreiding
Het zwart draadwatje komt met name voor in Europa en Noord-Amerika, Australië en Nieuw-Zeeland, maar komt sporadisch ook hierbuiten voor. In Nederland komt het vrij zeldzaam voor.

## Foto's

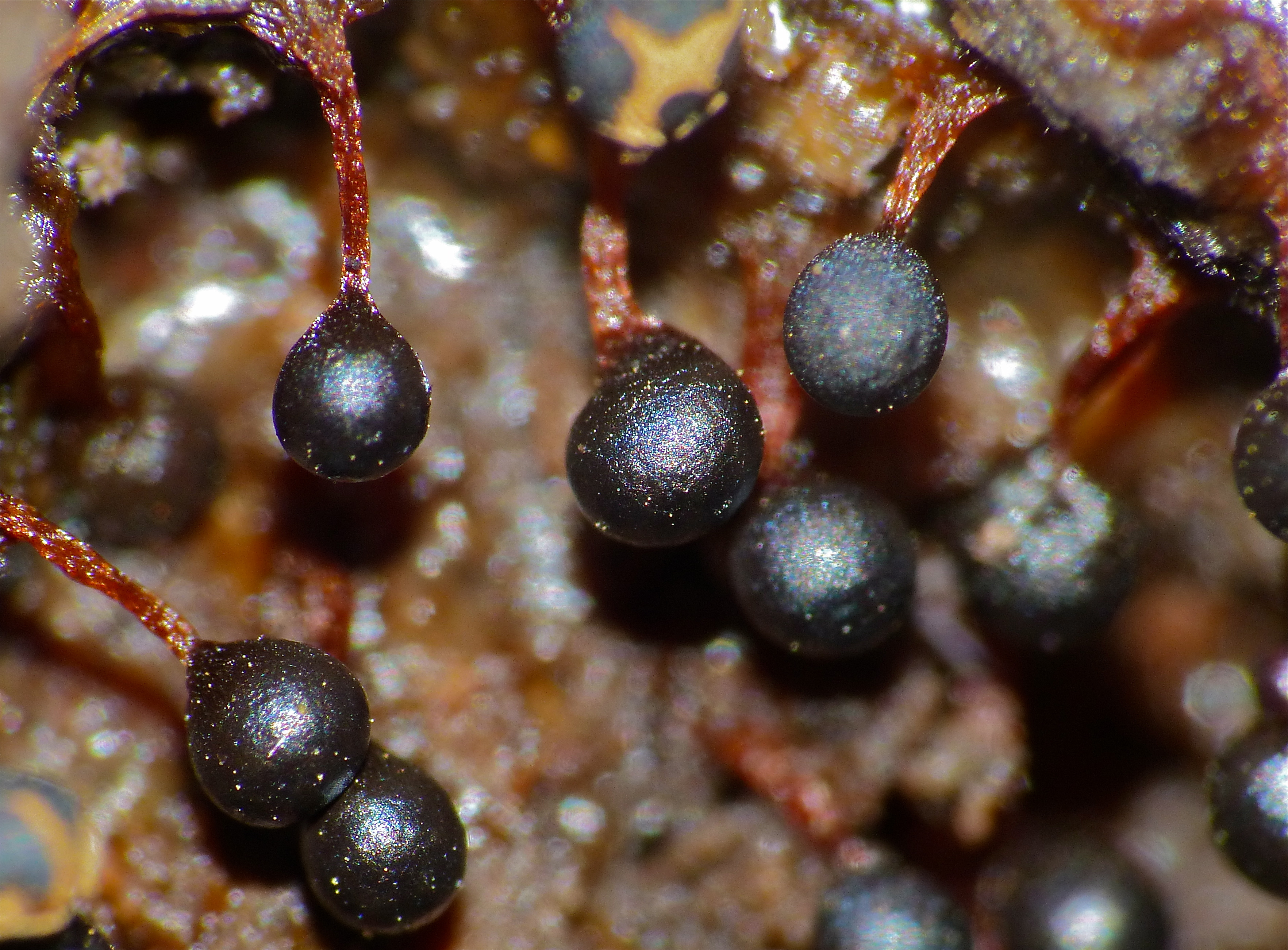
Donkeren sporangia
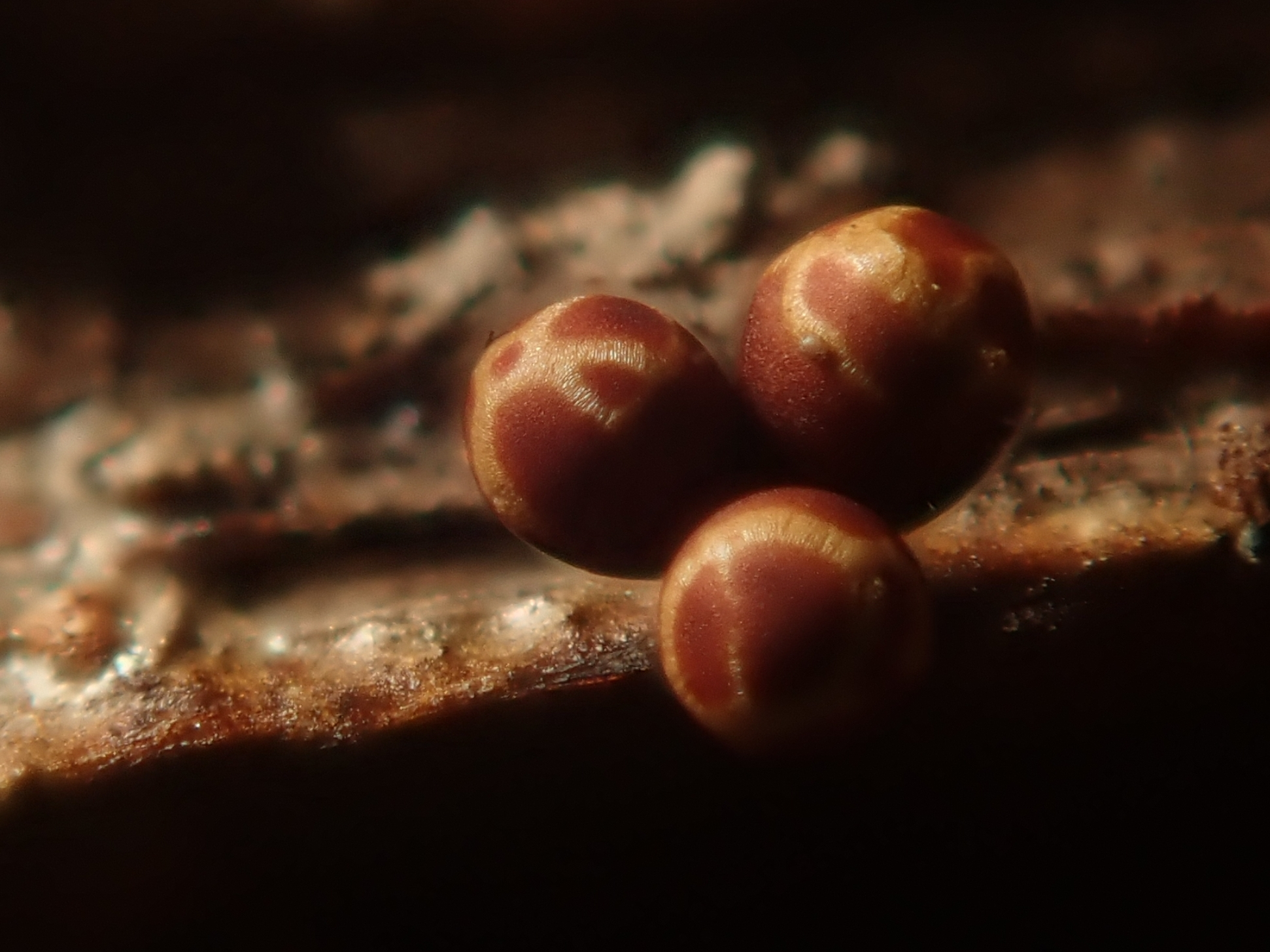
Sporangium met lijn van dehiscentie
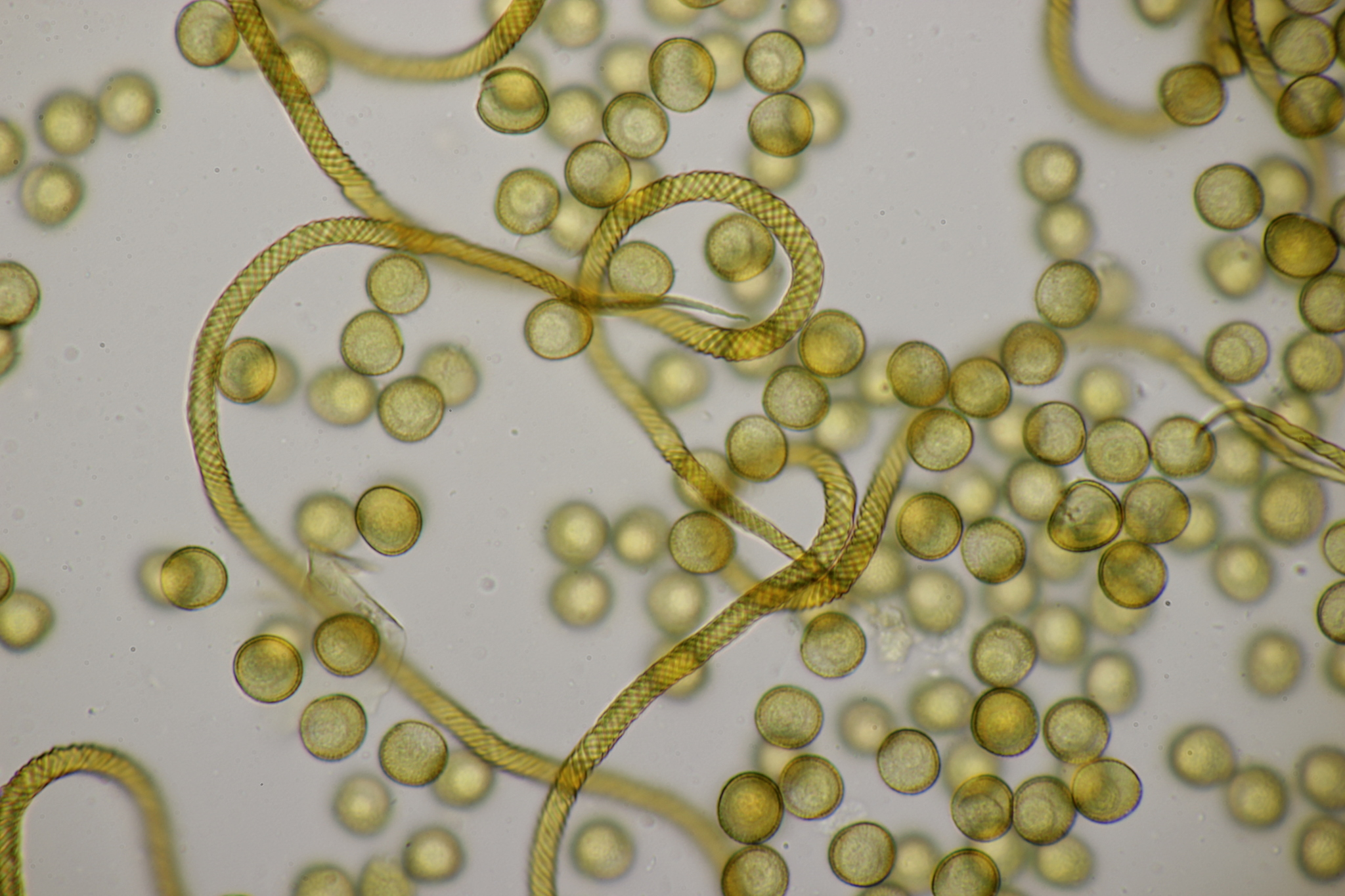
Sporen en elateren met zeer lange punt
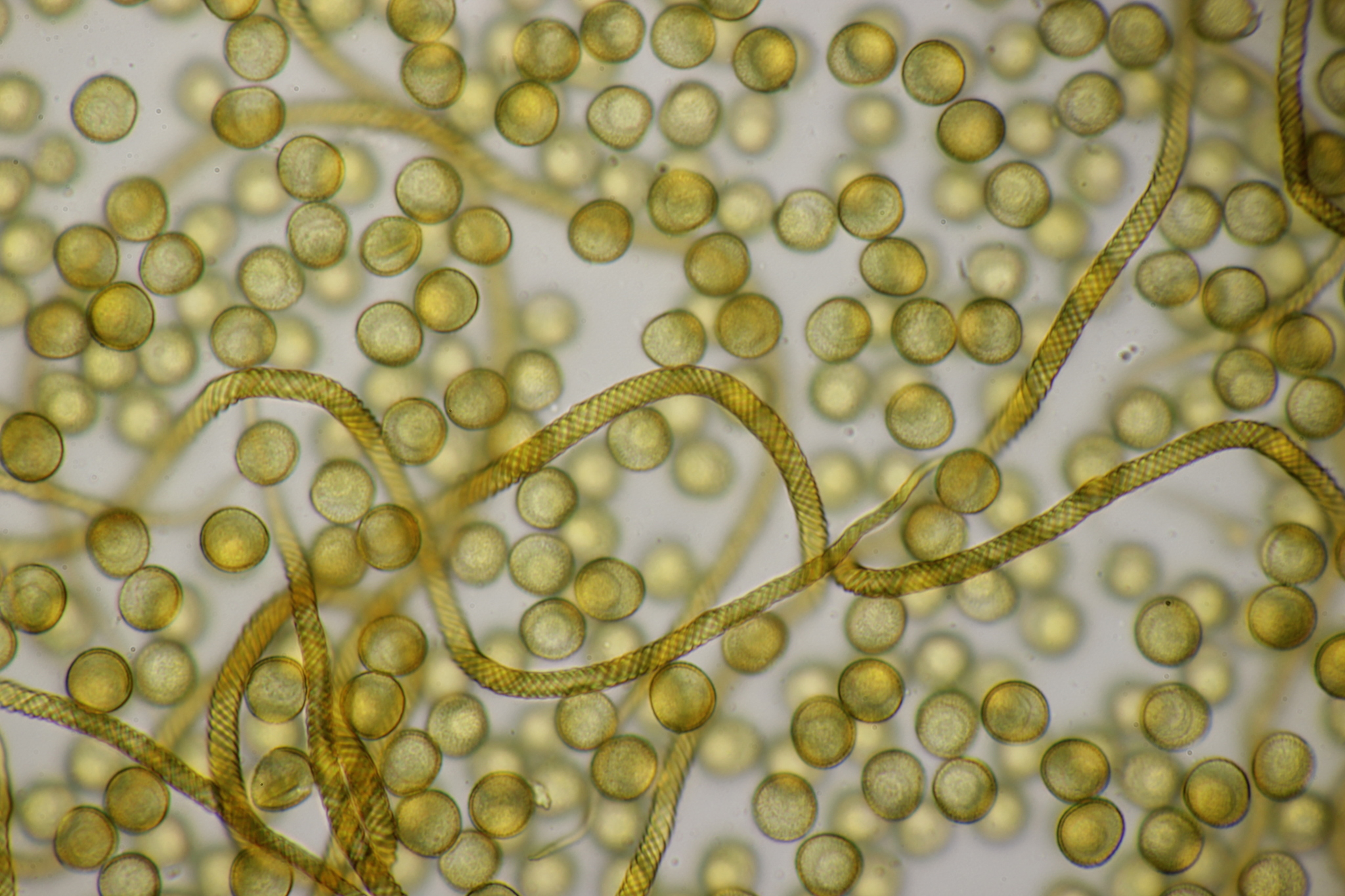
Sporen en elateren